# Elijah Ndi
Elijah Ndi (* 2. September 2004 in Berlin) ist ein deutscher Basketballspieler.

## Laufbahn
Ndi spielte ab 2012 in der Nachwuchsabteilung der SG Mannheim, später zusätzlich bei der USC Heidelberg in der Jugend-Basketball-Bundesliga. Im Sommer 2019 wechselte er in die Jugend des Bundesligisten s.Oliver Würzburg und setzte seine Schulbildung am Würzburger Deutschhaus-Gymnasium fort. Ende Januar 2021 wurde er gegen Alba Berlin erstmals in der Würzburger Bundesligamannschaft eingesetzt. Im Juli 2024 gab der Verein die Vertragsauflösung bekannt. Bis zu diesem Zeitpunkt hatte Ndi 33 Bundesligaspiele für Würzburg bestritten.
Während der Sommerpause 2024 wechselte er zum Zweitligisten PS Karlsruhe. Im Sommer 2025 nahm Ndi ein Angebot des Bundesligisten SC Rasta Vechta an.

## Sonstiges
Ndis Vater stammt aus den Vereinigten Staaten, die Mutter wurde in Kiew geboren und wuchs in Berlin auf. Seine Schwester Chanel Ndi schlug ebenfalls eine Laufbahn im leistungsbezogenen Basketballsport ein.